# Işıklar, Emirgazi
Işıklar là một thị trấn thuộc huyện Emirgazi, tỉnh Konya, Thổ Nhĩ Kỳ. Dân số thời điểm năm 2011 là 1.217 người.